# Lúčka (Levoča)
|  | Per a altres significats, vegeu «Lúčka». |

Lúčka és un poble i municipi d'Eslovàquia. Es troba a la regió de Prešov, al nord del país.

## Història
La primera referència escrita de la vila data del 1273.

## Demografia
| Godina             | 1994 | 2004    | 2014   | 2024 |
| ------------------ | ---- | ------- | ------ | ---- |
| Nombre de persones | 118  | 136     | 125    | 115  |
| Diferència         |      | +15,25% | −8,08% | −8%  |

| Godina             | 2023 | 2024   |
| ------------------ | ---- | ------ |
| Nombre de persones | 115  | 115    |
| Diferència         |      | +1,42% |